# Бігос
Бі́гос, або бі́ґос (пол. bigos, лит. bigos, біл. бігас, нім. Beiguss), — традиційна для польської, литовської та білоруської кухні страва з капусти та м'яса. В Україні — один з варіантів страви побутував переважно на Поділлі й Галичині та в окремих селах західної частини Середнього Подніпров'я.

## Етимологія
Походження слова «бігос», на думку Анджея Баньковського, невідоме.
Спочатку це слово вживалося для опису рубання (рубати на бігос, 1534), трохи пізніше так називали страву з рубленого м'яса (1588). У XVII столітті слово «бігос» означає також страву, виготовлену із залишків попередніх страв. З XVII століття слово також вживалося в ширшому значенні як рубленина, а в переносному значенні казали: «бігосувати» у бійці, тобто: нарубати дрібними шматочками (наприклад, шаблею).
На думку авторів німецької кулінарної книги, слово «бігос» мало б бути латинського походження і означати «два смаки». Перша частина «бі» означає «подвійний», а друга термін «gos» походить від «смак». Цими двома смаками мали б бути квашена капуста, що складає основу бігосу та свіжа білокачанна капуста.

## Історія
Бігос у XVII—XVIII століттях — це страва з подрібненого м'яса, риби або навіть раків з додаванням лимонів, лаймів та винного оцту. У XVIII столітті дорогі інгредієнти почали замінювати квашеною капустою, що було формою наслідування елітної кухні, звідси його називали «бігос з капустою». У ХІХ столітті, як підкреслював Ярослав Думановський, співвідношення м'яса до капусти змінювалося і таким чином з'явився сучасний бігос. Незважаючи на зміни, все ще були в кулінарних книгах рецепти бігосу без капусти. Войцех Вельядко, автор «Ідеального кухаря» (1783), дає рецепт «бігос з коропа». Рецепти «бігос із смаженини що залишилась або м'яса з яблуками» без капусти, а також «лінивий бігос з капустою» були включені в книгу Луцини Цвєрчакевичової «365 обідів за п'ять злотих», опублікованій в 1860 році. Навіть книги, опубліковані вже у XX столітті, як, наприклад, ґрудзьондзька «Наука з приготування їжі для вжитку польським народом», інколи містили рецепти бігосу без капусти.

## Способи приготування
Існує багато способів приготування бігосу та його різновидів. Всі вони засновані на одних і тих же основних компонентах, відрізняючись лише певними доповненнями та порядком їх додавання. Основні інгредієнти старопольського бігосу — це дрібно нарізана квашена капуста, свіжа капуста (іноді використовується тільки квашена капуста), різні види м'яса та вудженини, сушені гриби, сушені сливи (або чорнослив), цибуля та спеції.
Страву слід тушкувати якомога довше (чим довше, тим краще), бажано кілька днів. Після приготування страва має мати густу консистенцію і темно-коричневий колір, після подачі з неї на тарілку не повинна просочуватися вода. Вона повинна мати гострий, злегка кисло-солодкий (але не надміру) смак і мати сильний запах копченого м'яса, слив і, можливо, оленини.
Під час тушкування можна поливати бігос сухим червоним вином, що значно підсилює його смак. Можна додавати до бігосу, для покращення смаку, невелику кількість солодкого та ароматного вина — наприклад, малагу. У наш час бігос також рафінується медом, про що не подається у старих кулінарних книгах.
Смак бігосу багато в чому залежить від його кількості, якості та різноманітності видів доданого м'яса та вудженини. У старопольській кухні для бігосу використовувались залишки шляхетних смажених страв та вудженини, що значно посилювало смак страви. Бігос старопольський завжди готували без засмажки.
Дехто також додає до бігосу томатну пасту (невідому в старопольській кухні) і трави: кмин, майоран, пряний перець. Традиційно додавати сливове варення. Згідно з багатьма рецептами, м'яса повинно бути стільки ж, скільки капусти. Бігос можна також готувати тільки з квашеної капусти, але він часто тоді занадто кислий. Щоб цього не допустити, квашену капусту слід промити під проточною водою або навіть попередньо приготувати.

## Способи подавання

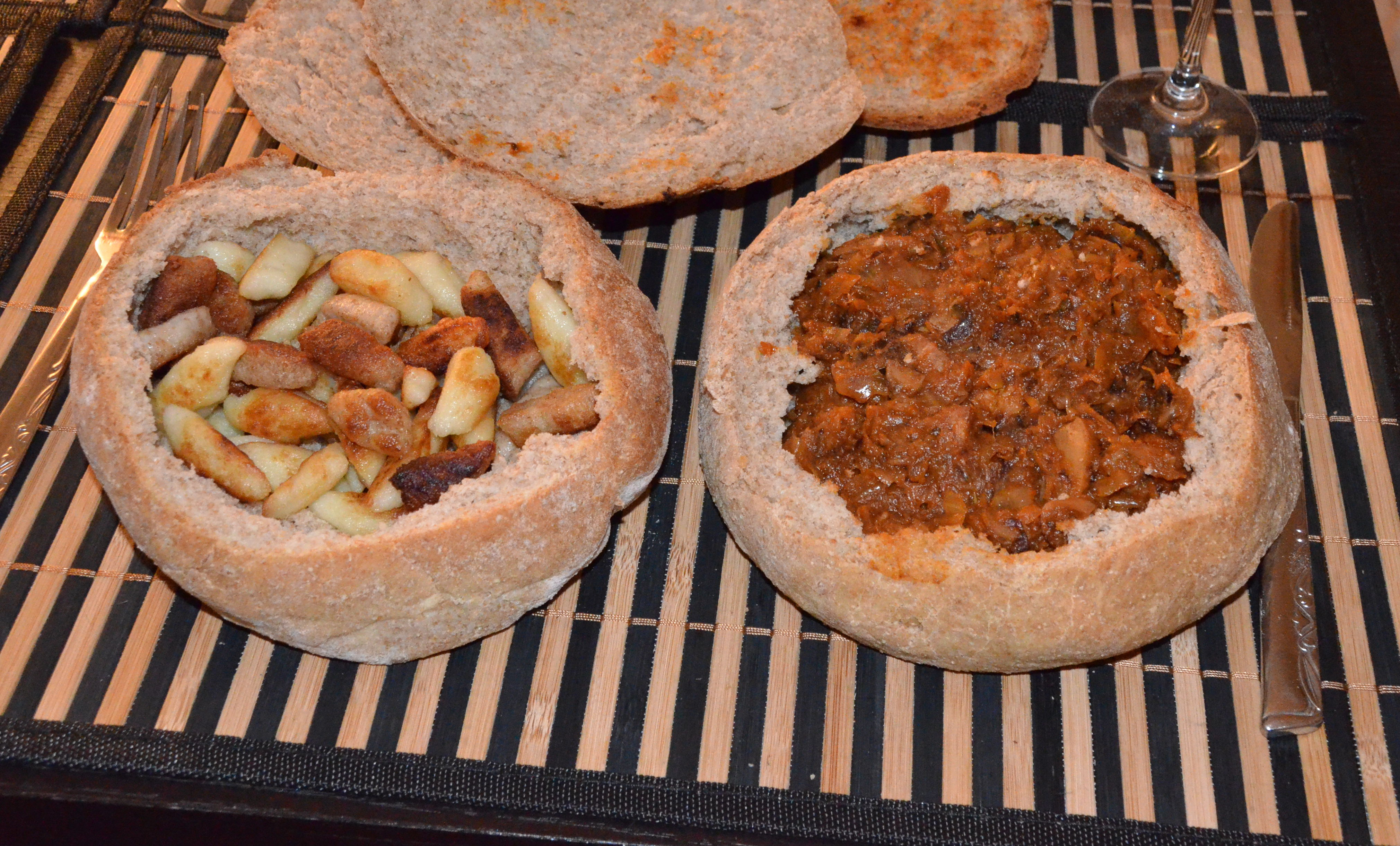
Бігос з копитками

Бігос традиційно подають найчастіше як гарячу страву або як перекуску, подають з хлібом, часто цільнозерновим, горілкою чистою чи з травами (мисливська, троянка литовська, зубрівка).
Бігос, як одна з небагатьох страв, яка не втрачає своїх смакових якостей при повторному розігріванні, навпаки, стає кращою після кожного повторного розігрівання. Між повторним нагріванням можна заморозити бігос, наприклад, тримаючи його поза вікном взимку, що також позитивно впливає на його смак. Зігріваючи бігос, його слід злегка поливати сухим, червоним вином, що збагачує його винно-кислотний смак та аромат.
У старопольській кухні, особливо на полюванні, був відомим «бігос на ура», приготування якого полягало на нагріванні раніше приготовленої їжі в горщику з щільно приклеєною тістом кришкою. Гучне «вистрілювання» кришки під впливом тиску означало готовність страви до їжі. Варто зазначити, що кожен поважаючий себе шляхтич, йдучи на куліг, полювання чи відвідуючи сусідів, брав із собою той самий горщик із бігосом.

## Варіанти бігосу
- Литовський бігос — містить капусту з додаванням кислих винних яблук.
- Лінивий бігос — містить особливо багато дрібно нарізаного м'яса та бекону.
- Угорський бігос — приправлений гострим перцем і вершками.
- Галицький бігос — з білокачанної капусти, з картоплею та білою квасолею.
- Мисливський бігос — з шматочком смаженої сарни, оленя чи зайця і з додаванням ягід ялівцю.
- Вегетаріанський бігос — м'ясо замінюється кубиками сої або вегетаріанськими ковбасками.
- Бігос з цукіні — бігос, в якому капусту заміняють на цукіні.

## Бігос у літературі
- У Пана Тадеуша Адама Міцкевича можна знайти похвалу цій страві:  У казанах нагрівали бігос; на словах важко передати бігосу дивний смак, колір і чудовий запах.
- Тадеуш Бой-Желенський у Репліці польської жінки пожартував:

Тож ці чудеса польських дівиць — : Домашньої чесноти приємний запах — : Ці господиньки та ті Зосі,
Про яких з бігосом
Фантазував пан Міцкевич. . .
- Вінцент Поль згадав про бігос в Прислів'ях Пана Велдиша:

Бурка — це пальто!
Лисиці — це обшивка!
Дукат — мені подібний до квіток!
Медок — це напиток!
Бігос — це страва!
Кулиг — це забава!
- до бігосу має відношення також назва комедії Яна Дроздовського «Лінивий бігос, або школа гульвіс», також згадує в ньому у останньому монолозі один зі слуг:

Як в їжі, так і в житті бувають такі випадки, коли потрібними спеціями є гіркі та кислі додатки. Переоцінили мудрагелів та й вийшли з кози нечистоти; Якби злого не було, то залишились би цноти. Але не мені судити, мудрець хай про це пише. Однак скажу я те, що в думках моїх лише: ось сьогоднішні різноманітність цілісного, характеру та вираження — це чистий лінивий бігос, мішанина. Нехай розум ним ситить, ми нижчі, щасливі, коли при душі й тіло ним трошки підживить. Тій правді засвідчить той в милозвучному відголосі, Хто знайшов смак у моралі — а мораль у «Бігосі».